# The Etude

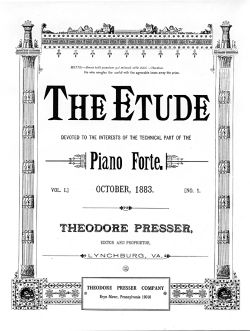
Het eerste nummer van The Etude (oktober 1883.

The Etude was een Amerikaans tijdschrift gewijd aan muziek. Het werd opgericht door Theodore Presser (1848–1925) in Lynchburg (Virginia), en voor het eerst gepubliceerd in oktober 1883. Presser, die ook de Music Teachers National Association had opgericht, verhuisde in 1884 zijn uitgeverij naar Philadelphia (Pennsylvania). De Theodore Presser Company zette het tijdschrift voort tot 1957. 
The Etude richtte zich op alle muzikanten, van beginnelingen tot beroepsmusici. Artikelen betroffen zowel populaire muziekonderwerpen, roddel en politiek als muziekgeschiedenis en -literatuur. Het blad had ook bijdragen over muziekpedagogie bladmuziek voor piano op alle niveaus, in totaal meer dan 10.000 werken.
De soms wat conservatieve layout en inhoud van het tijdschrift hebben mogelijk bijgedragen tot een daling van de oplage in de jaren 1930 en ’40, maar in veel opzichten ging The Etude mee met zijn tijd: het sloot aan bij de opkomst van de fonograaf, de radio, en uiteindelijk televisie. Tegen het einde van de jaren 1930 ging het voluit ook voor de jazz. 